# Juraj Mikúš
Juraj Mikúš (* 22. Februar 1987 in Skalica, Tschechoslowakei) ist ein slowakischer Eishockeyspieler, der zuletzt bis 2024 beim HK Dukla Trenčín in der slowakischen Extraliga gespielt hat.

## Karriere
Juraj Mikúš begann seine Karriere als Eishockeyspieler in seiner Heimatstadt im Nachwuchsbereich des HK 36 Skalica. Für dessen Profimannschaft gab der Angreifer in der Saison 2003/04 sein Debüt in der Extraliga. Dabei erzielte er in seinem Rookiejahr in insgesamt sechs Spielen ein Tor. In den folgenden Jahren entwickelte er sich zum Führungsspieler in der Mannschaft Skalicas, für das er hauptsächlich spielte. Einzig während der Saison 2006/07 stand der Rechtsschütze für die Chicoutimi Saguenéens in der kanadischen Juniorenliga Ligue de hockey junior majeur du Québec auf dem Eis. Diese hatten ihn beim CHL Import Draft 2006 in der ersten Runde als insgesamt 46. Spieler ausgewählt.
Obwohl er im NHL Entry Draft 2005 von den Montréal Canadiens sowie im KHL Junior Draft 2009 vom HK Spartak Moskau ausgewählt wurde, spielte er anschließend für keine der beiden Mannschaften, sondern unterschrieb zur Saison 2009/10 einen Vertrag bei den Los Angeles Kings aus der National Hockey League, jedoch spielte der Slowake anschließend nur für deren Farmteam Manchester Monarchs in der American Hockey League. Daher wechselte er zur Saison 2010/11 zum HK Spartak Moskau, der ihn im Vorjahr gedraftet hatte, in die Kontinentale Hockey-Liga. Kurz vor Saisonbeginn wurde der Vertrag mit Mikúš aufgelöst, da seine Leistungen für eine Ausländer-Lizenz nicht ausreichend waren. Ende September 2010 wurde Mikúš von Dinamo Riga verpflichtet, für das er 22 KHL-Spiele absolvierte, bevor er im November des gleichen Jahres zu Spartak Moskau zurückkehrte. Spartak hatte in der Zwischenzeit mit Martin Cibák und Jaroslav Obšut zwei ausländische Spieler entlassen, so dass eine Ausländer-Lizenz für Mikúš frei war.
Im August 2011 wurde der laufende Vertrag mit Mikúš durch den HK Spartak aufgelöst und Mikúš wechselte zum KHL-Neuling HC Lev Poprad. Nachdem der HC Lev keine Chance auf das Erreichen der Play-offs hatte, wurde  Mikúš im Januar 2012 an Turun Palloseura ausgeliehen. Zwischen Januar 2013 und dem Ende der Saison 2013/14 spielte er dann für den HC Slovan Bratislava in der KHL.
Anschließend war er aufgrund gesundheitlicher Probleme zwei Jahre ohne Vertrag, ehe er im August 2016 vom HC Olomouc aus der tschechischen Extraliga verpflichtet wurde. Dort spielte er unter anderem mit seinem Bruder Tomáš  zusammen.
Ab 2017 spielte er wieder bei Slovan Bratislava in der KHL, ehe er im Januar 2018 an den HC Litvínov abgegeben wurde und für diesen seither in der Extraliga spielt. Im April 2018 schaffte er mit dem Klub den Klassenerhalt in der Extraliga-Relegation. Anschließend unterschrieb er einen Dreijahresvertrag beim HC Litvínov, ehe er im Januar 2020 an den HKM Zvolen abgegeben wurde. Mit dem HKM gewann er 2021 die slowakische Meisterschaft. 2022 wechselte er zum HC Nové Zámky. Dieser verlieh ihn im Oktober 2023 an den Ligakonkurrenten HK Dukla Trenčín. Nach dem Ende der Leihe erhielt er keinen neuen Vertrag und ist seither vereinslos.

### International
Für die Slowakei nahm Mikúš an der U18-Junioren-Weltmeisterschaft 2005 sowie den U20-Junioren-Weltmeisterschaften 2006 und 2007 teil. Des Weiteren stand er im Aufgebot der Slowakei bei den Weltmeisterschaften 2008, 2009, 2012, 2014 und 2018.

## Erfolge und Auszeichnungen
- 2009 Slowakischer Vizemeister mit dem HK 36 Skalica
- 2009 All-Star-Team der slowakischen Extraliga
- 2021 Slowakischer Meister mit dem HKM Zvolen

### International
- 2005 Bester Vorlagengeber der U18-Junioren-Weltmeisterschaft (gemeinsam mit Phil Kessel)
- 2007 Bester Torschütze der U20-Junioren-Weltmeisterschaft (gemeinsam mit vier weiteren Spielern)
- 2012 Silbermedaille bei der Weltmeisterschaft

## Karrierestatistik

### International
Vertrat die Slowakei bei:
| - U18-Junioren-Weltmeisterschaft 2005 - U20-Junioren-Weltmeisterschaft 2006 - U20-Junioren-Weltmeisterschaft 2007 - Weltmeisterschaft 2008 | - Weltmeisterschaft 2009 - Weltmeisterschaft 2012 - Weltmeisterschaft 2014 - Weltmeisterschaft 2018 |

(Legende zur Spielerstatistik: Sp oder GP = absolvierte Spiele; T oder G = erzielte Tore; V oder A = erzielte Assists; Pkt oder Pts = erzielte Scorerpunkte; SM oder PIM = erhaltene Strafminuten; +/− = Plus/Minus-Bilanz; PP = erzielte Überzahltore; SH = erzielte Unterzahltore; GW = erzielte Siegtore; 1 Play-downs/Relegation; Kursiv: Statistik nicht vollständig)